# Benda Antal
Benda Antal (Palánka, 1910. április 14. – Budapest, 1997. január 29.) 22-szeres válogatott magyar kézilabdázó, olimpiai negyedik helyezett.

## Életpályája
Kétszer nyert csapatában nagypályás kézilabda magyar bajnokságot. Az 1936-os nyári olimpián Berlinben az UTE játékosaként a negyedik helyezett csapat tagja (az első mérkőzésen Németországtól 0:22-es vereséggel!), majd  1938-ban a világbajnokságon a harmadik helyezett nagypályás csapat tagja volt.